# Andreino Carrara
Andreino Carrara (Cologno al Serio, 16 ottobre 1939 – Bergamo, 6 ottobre 2001) è stato un politico e sindacalista italiano.

## Biografia
Impiegato presso la Dalmine, negli anni sessanta cominciò a muoversi nel mondo dell'impegno sociale iscrivendosi prima alle ACLI e poi alla CISL, adoperandosi per tutelare i diritti dei lavori, promuovendo iniziative e mobilitazioni all'interno dell'azienda, tra le quali l'occupazione dell'autostrada A4 nell'estate del 1969.
All'attività sindacale ben presto affiancò anche quella politica, iscrivendosi alla Democrazia Cristiana, partito per il quale prima ricoprì il ruolo di assessore presso il proprio comune, poi quello di consigliere regionale. All'interno dello stesso partito ebbe modo di scontrarsi con alcuni dirigenti per via delle sue posizioni filo-sindacali.
Eletto nel 1975 segretario provinciale della DC, fu protagonista di due agguati di matrice terroristica, a cui riuscì a sfuggire.
Parallelamente i suoi impegni toccarono anche l'ambito sanitario, nel quale fu sia consigliere d'Amministrazione degli Ospedali Riuniti di Bergamo, che tra i promotori, insieme a Giorgio Brumat, della fondazione dell'Associazione italiana per la donazione di organi. Divenne quindi presidente dell'USSL di Bergamo, ruolo ricoperto dal 1980 al 1991, battendosi per l'applicazione della Legge Basaglia, riguardante le malattie mentali, realizzando servizi per i pazienti e i familiari.
Candidato per la DC alle elezioni politiche del 1987, non risulta eletto; il 15 marzo 1990 subentra a Andrea Bonetti alla Camera dei deputati, nella quale fu poi membro delle commissioni lavoro e affari sociali. La successiva tornata elettorale del 5 aprile 1992, valida per l'XI legislatura della Repubblica Italiana, venne eletto senatore: durante la legislatura fu membro delle commissioni permanenti di lavoro e previdenza sociale, igiene e sanità, Territorio e beni ambientali.
In questo frangente si fece promotore delle leggi riguardanti il riordino della medicina sportiva, la promozione dell'occupazione giovanile ed una nuova legislazione per i trapianti di organi.
In seguito alla nascita del Partito Popolare si attivò per la ricostituzione della vecchia DC.
Morì il 6 ottobre 2001, in seguito a una lunga malattia.